# Гуардавале
Гуардава̀ле (на италиански: Guardavalle, на местен диалект Guardavaji, Гуардавайи) е малко градче и община в Южна Италия, провинция Катандзаро, регион Калабрия. Разположено е на 225 m надморска височина. Населението на общината е 4702 души (към 2012 г.).